# G.O.R.A. - Comiche spaziali
G.O.R.A. - Comiche spaziali (G.O.R.A.) è un film comico turco del 2004 di Ömer Faruk Sorak.

## Trama
Arif, un venditore di tappeti in Turchia, vive cercando di vendere tappeti e finti immagini dell'U.F.O. Casualmente, viene rapito dagli alieni dal pianeta G.O.R.A insieme ad altri terrestri. Questo rapimento viene effettuato dal capo della sicurezza G.O.R.A (Logar Trihis) come rancore per i maltrattamenti ricevuti dai suoi antenati durante la visita sulla Terra. Sulla nave spaziale, Arif si imbatte in un'immagine olografica di Garavel che dice ad Arif che può percepire la Forza dentro di lui (un riferimento fittizio a The Star Wars) e istruisce Arif a cercarlo. Arif continua a cercare opportunità di fuga ma fallisce ripetutamente. Costruisce un'amicizia con i detenuti Faruk e Robot-216. Robot-216 è uno stretto confidente della principessa Ceku che è stata degradata alle prigioni da Logar.
Viene rivelato che Logar intende usurpare il trono sposando la principessa Ceku, anche se Ceku non è innamorato di lui. Mette una palla di fuoco verso G.O.R.A per eseguire il suo piano e chiede di sposarsi con la principessa come ricompensa a condizione che salvi G.O.R.A. Il re deve accettare come alternativa l'opzione di utilizzare la pietra sacra è ostacolata dall'assenza del manuale (il manuale viene rubato da Logar). Ma quando Logar non riesce a sparare la sua arma, Arif viene in soccorso eseguendo il rituale della pietra sacra che assomiglia alla scena del film Il quinto elemento che Arif ha visto. Logar è furioso perché il rituale richiedeva ad Arif di baciare Ceku. Quindi ricatta il re per fargli accettare il matrimonio di Ceku.
Tuttavia, Ceku apprende da sua madre che il suo padre originale è in realtà un terrestre. Lei parte per trovare suo padre con Arif, Faruk e Robot -216. Ma lungo la strada, i soldati di Logar intercettano e riprendono Ceku. Allo stesso tempo, Arif incontra Garavel che è una vecchia conoscenza del padre di Ceku. Con il suo aiuto, Arif ottiene dei potenziamenti e invade il castello per salvare Ceku. Arif sconfigge Logar e espone i suoi piani sinistri a tutti. Arif e Ceku, tornano sulla terra e vivono come una coppia. Il film si conclude con la coppia che guida felicemente su un'autostrada.

## Produzione
La musica nel film appartiene a Ozan Çolakoğlu e la musica finale del film appartiene a Sagopa Kajmer. Il direttore della fotografia è Veli Kuzlu.

## Distribuzione
4 milioni di persone hanno visto il film, una delle produzioni più costose del cinema turco.

## Curiosità
Ci sono dei riferimenti ai film hollywoodiani Il quinto elemento, Guerre stellari, Matrix.

## Sequel
Sono stati realizzati altri due film della saga GORA: A.R.O.G. del 2008 e Arif V 216 del 2018.